# 朝服

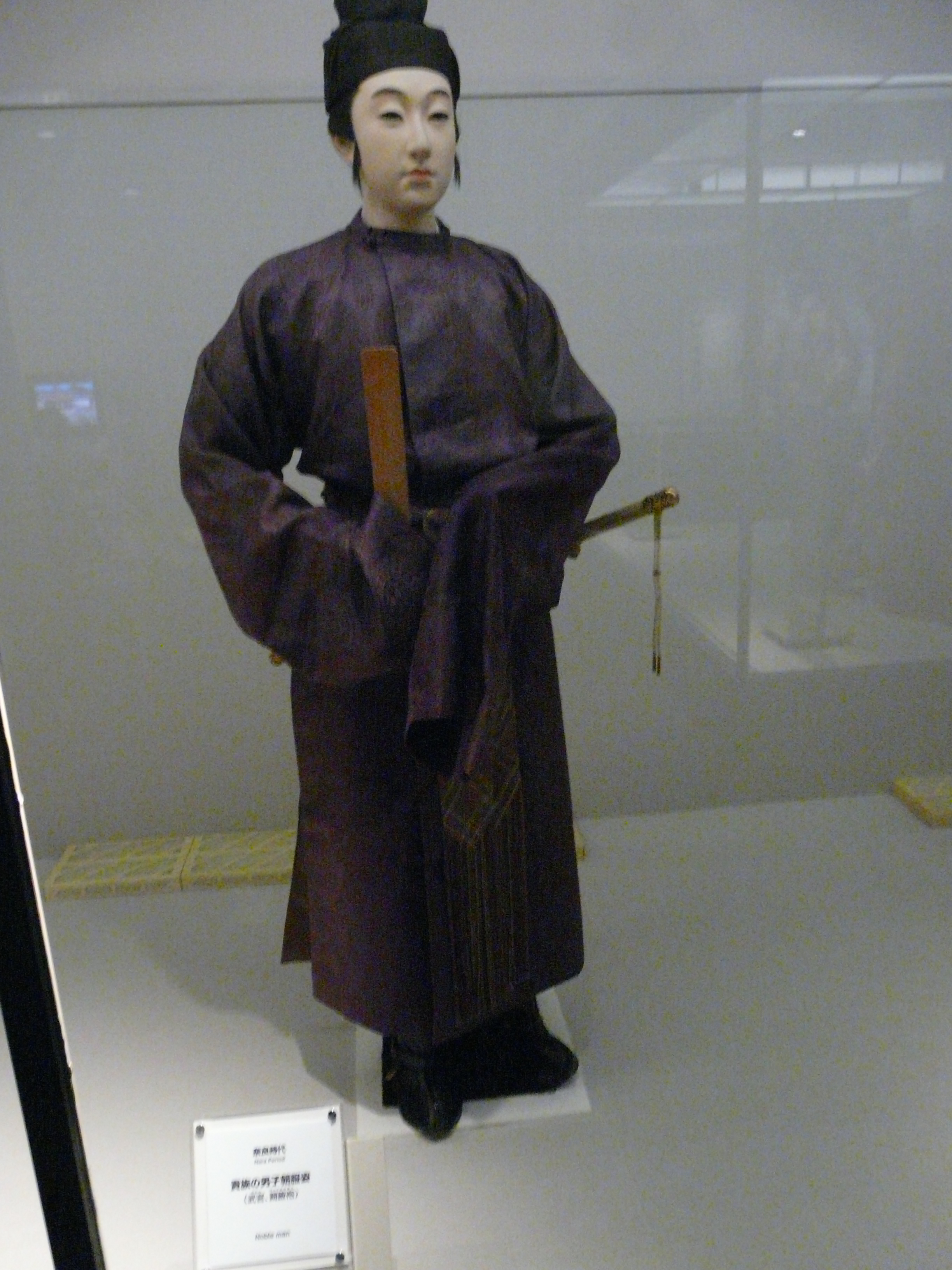
復元された文官の朝服

朝服（ちょうふく）は、古代に成立した、日本の官人が朝廷に出仕するときに着用した衣服。現在、飛鳥時代から平安時代にかけて着用された装束を特に朝服といい、これ以降、国風文化発達に伴って変化した朝服を束帯（そくたい）と称する。
唐の服飾に影響されて制定され、上衣である袍には脇の縫われた文官用の縫腋袍と、袖付けから下が縫い合わさせておらず、脇が開いている武官用の闕腋袍とがあった。制定されてからしばらくの間は、このような唐風の見栄えであったと想像されている。
国風文化の影響を受けて束帯や衣冠・直衣などに変化していった。また、唐においては日本の朝服に相当するものを「常服」と呼んだ。唐の「朝服」は裳をともなう日本の「礼服」に相当する衣服である。

## 概要
孝徳天皇の時代には既に制定されていたが、天武天皇の時代に一時期廃された。文武天皇の時代に大宝令の制定とともに服飾も一新され、新たに礼服（らいふく）・朝服・制服の制が定められた。
奈良時代の『養老律令』の「衣服令」が定めるところによると、文官の袍が「衣」と呼ばれるのに対し、武官の袍は「襖」と呼ばれ、この「襖」が闕腋袍であったとみられる。

### 位階と服色・構成
令制によれば、一品親王以下、臣下の五位に至るまでは、当色（とうじき）は礼服と同じで、親王は深紫、二位以下五位以上は浅紫。臣下は一位深紫、二位・三位は浅紫、四位は深緋、五位は浅緋、六位は深緑、七位は浅緑、八位は深縹、初位は浅縹と定められた。五位以上は、皁羅頭巾（くりのうすはたのときん・くりのらのときん）、牙笏、金銀装腰帯、白袴、烏皮履（くろかわのくつ・うひり）を着け、六位以下は、皁縵頭巾（くりのかとりのときん）、木笏、烏油腰帯、白袴、白襪（しろしとうず）、烏皮履を着けた。
袍を締める際には、後の束帯と同様に石帯を用いた。この石帯に付けられていた石が、日本各地の官衙跡地の遺跡から出土している。

### 時代の変遷とともに
時代を経ると次第に束帯へと変化していき、それに伴い、官人の勤務服から儀式の際の式服や正装へと地位の昇格が起きた。
当色は宝亀5年正月に大臣で二位は中紫とし、大同元年7月には七位を六位と同じく深緑とし、初位を八位と同じく深縹とし、弘仁元年9月に諸王二位以下の浅紫を中紫に、大臣で一位を中紫から深紫に、二位三位の浅紫を中紫に改めるなどのことがあったが、染色技術の変遷とあいまって寛弘年間以降は四位以上は黒、五位は蘇芳、六位及び六位以下は縹の3色となった。